# Cerro Chato
Cerro Chato é uma cidade do Uruguai, que faz parte de três departamentos: Treinta y Tres, Florida e Durazno. Foi o primeiro lugar da América Latina a permitir o voto feminino, num plebiscito em 1927, que buscava definir a qual departamento a cidade ficaria vinculada.

## História

### Plebiscito de Cerro Chato de 1927
A localidade de Cerro Chato tem a característica incomum, no país, de pertencer simultaneamente a três departamentos. No dia 3 de julho de 1927, foi realizado um plebiscito que deveria decidir a qual departamento a pequena cidade deveria pertencer (Treinta y Tres, Durazno ou Florida). Para esta votação, as mulheres que residiam no local foram convocadas a votar. Rita Ribera, uma brasileira afrodescendente de 90 anos, na época, que vivia em Cerro Chato, foi a primeira mulher a votar na América Latina.
O departamento de Durazno venceu o plebiscito, mas o resultado não foi aceito pelas autoridades. Portanto, até hoje, a pequena cidade continua pertencendo aos três departamentos. Entretanto, a eleição tem a importância histórica de ter permitido o sufrágio feminino, algo inédito na América Latina, até aquele momento.